# Alasdair Hutton
Alasdair Henry Hutton (ur. 19 maja 1940 w Londynie) – brytyjski polityk, pisarz, dziennikarz i wojskowy, poseł do Parlamentu Europejskiego I i II kadencji.

## Życiorys
Gdy miał sześć miesięcy, w jego dom trafiła bomba. Rodzina Huttonów przeniosła się do Szkocji (sam Hutton deklaruje się jako Szkot), tam uczęszczał do Dollar Academy. Po śmierci ojca w wieku czternastu lat przeniósł się z rodziną do Australii, gdzie w kolejnym roku rozpoczął działalność jako dziennikarz radiowy i następnie prasowy. Po powrocie do Szkocji kontynuował karierę dziennikarską w czasopismach z Aberdeen oraz jako prezenter różnych programów radiowych BBC. Kształcił się w zakresie reżyserii filmowej i produkcji radiowej. Od 1964 do 1986 służył jako spadochroniarz w ramach Territorial Army, rezerwy British Army. Doszedł do rangi majora rezerwy. Działał także w organizacjach społecznych.
W 1979 i 1984 wybierany posłem do Parlamentu Europejskiego z ramienia Partii Konserwatywnej. Przystąpił do frakcji Europejscy Demokraci. Od 2002 do 2012 zasiadał w radzie jednostki Scottish Borders. W latach 90. zajął się prowadzeniem capstrzyków i innych uroczystości wojskowych (w tym corocznej Royal Edinburgh Military Tattoo), uzyskując sporą popularność. Opublikował także książkę wspomnieniową i kilkanaście książek dla dzieci.
Był żonaty z Deirdre Hutton, miał z nią dwóch synów. Małżeństwo zakończyło się rozwodem.

## Odznaczenia
Odznaczony Orderem Imperium Brytyjskiego V klasy (1986) i IV klasy (1989), a także Territorial Decoration (1997). Został członkiem Orderu Świętego Jana Jerozolimskiego, a w 2020 oficerem tegoż orderu.